# Pawsonellus
Pawsonellus is een geslacht van zeekomkommers uit de familie Cucumariidae.

## Soorten
- Pawsonellus africanus Thandar, 1986